# Claude Frisoni

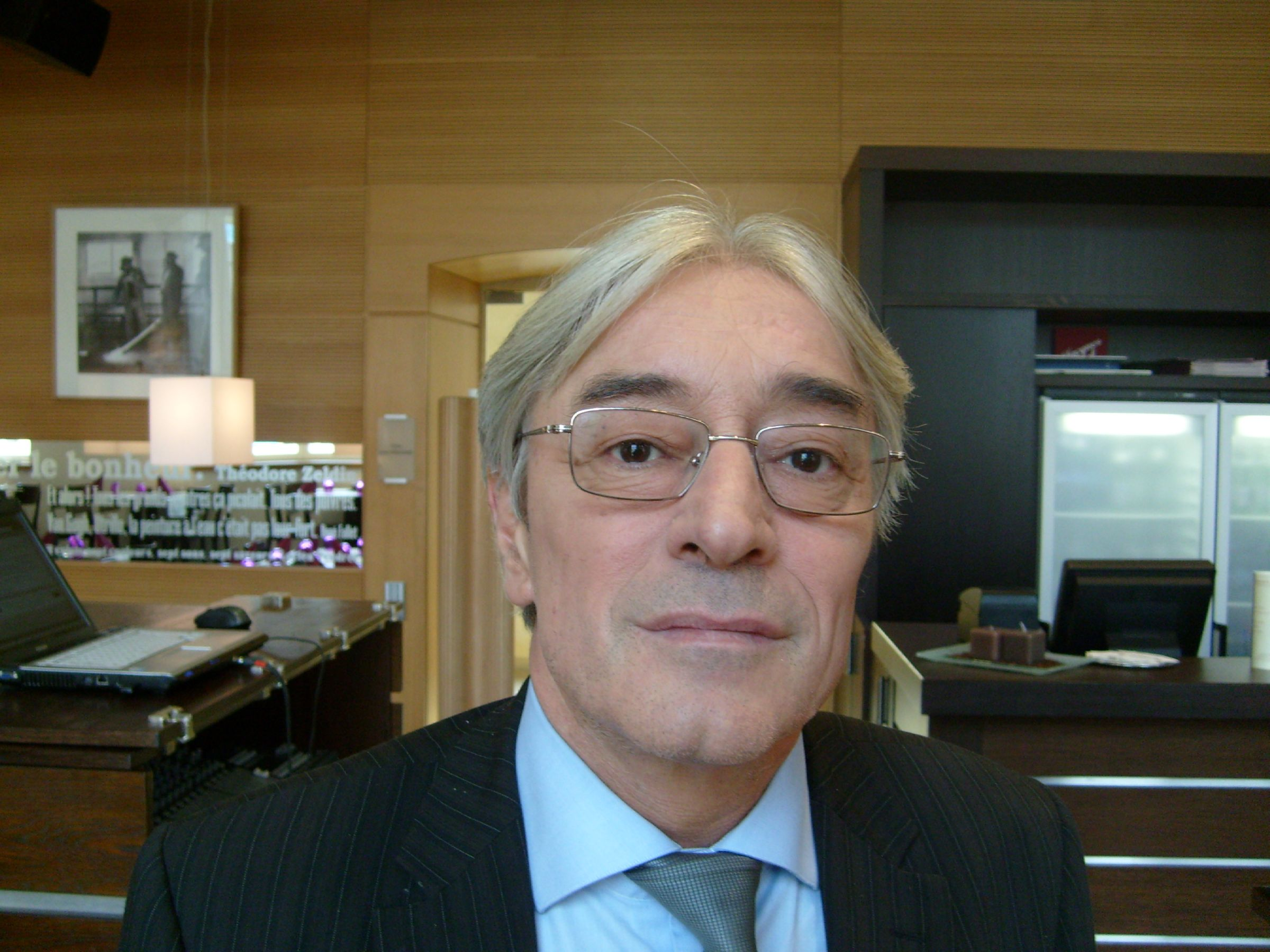
Claude Frisoni (2008)

Claude Frisoni (*  23. September 1954 in Knutange) ist ein französischer Schriftsteller, Schauspieler, Regisseur und Kulturmanager. Von 2002 bis zu seinem Ruhestand 2013 war er Leiter des kulturellen Begegnungszentrums in der Abtei Neumünster.
Frisoni besuchte das Gymnasium in Longwy und studierte von 1973 bis 1977 Rechts- und Wirtschaftswissenschaften in Nancy. Hernach war er am  französischen Kulturzentrum in Luxemburg tätig, sodann als Kulturattaché an der französischen Botschaft. 1994 fungierte er als Generalkoordinator des Projekts „Luxemburg, europäische Kulturhauptstadt 1995“.
Er ist Vorsitzender der Freunde des Victor Hugo-Hauses in Vianden sowie im Vorstand der Servais-Stiftung für luxemburgische Literatur, die turnusmäßig einen Literaturpreis vergibt.

## Publikationen
- Frisoni soit qui mal y pense. Éditions Phi, collection Cabaret. 1992.
- Pièces montées. Editions Phi, collection Amphi. 1996.
- Luxembourg, un incertain regard. Editions Phi. 2000.
- C’était mieux quand c’était pire. Editions Phi. 2001.
- Nécros spirituelles. Editions Le Phare. 2003.
- Ça va mieux en le disant. 144 p. mediArt, Luxembourg & Le Jeudi, Esch-sur-Alzette. 2008. ISBN 978-2-9599749-5-3.
- Mémo. ultimomondo 2011. ISBN 978-2-919933-69-3.